# Кахрамон (Шахрітуський район)
Кахрамо́н (тадж. Қаҳрамон) — село у складі Хатлонської області Таджикистану. Адміністративний центр джамоату Худойназара Холматова Шахрітуського району.
Назва села перекладається як «герой».
Населення — 2057 осіб (2017).